# Werner Sundermann
Werner Sundermann (* 22. Dezember 1935 in Thale; † 12. Oktober 2012 in Berlin) war ein deutscher Iranist.

## Leben
Sundermann besuchte bis 1954 die Schule in seinem Geburtsort Thale, danach studierte er an der Humboldt-Universität zu Berlin Iranistik bei Heinrich Junker und Bozorg Alavi sowie Arabistik bei Heinrich Simon. 1963 wurde er mit der Dissertation Die sāsānidische Herrscherlegitimation und ihre Bedingungen zum Dr. phil. promoviert. Da Sundermann nicht in die SED eintreten wollte, konnte er nicht weiter an der Universität arbeiten und arbeitete in der Folge in der Turfanforschungsgruppe der Akademie der Wissenschaften der DDR. Dort wurde er 1984 mit der Dissertation B Studien zu Geschichte und Wert historiographischer Traditionen der Manichäer unter besonderer Berücksichtigung der iranischen Überlieferungen zum Dr. sc. phil. promoviert.
1985 wurde Sundermann korrespondierendes Mitglied des Istituto italiano per il Medio ed Estremo Oriente in Rom, 1988 korrespondierendes Mitglied der Nordrhein-Westfälischen Akademie der Wissenschaften und 1989 auswärtiges Mitglied der Dänischen Akademie der Wissenschaften. Nach der politischen Wende in der DDR wurde er 1990 Mitglied der Academia Europaea und Honorardozent an der Humboldt-Universität. 1991 wurde er zum korrespondierenden Mitglied der British Academy gewählt. Ab 1992 war Sundermann Honorarprofessor an der Freien Universität Berlin und ab 1993 Leiter der Turfanforschungsgruppe. Sundermann war außerordentliches Mitglied der Berlin-Brandenburgischen Akademie der Wissenschaften. Seit 2003 war er auch korrespondierendes Mitglied der Bayerischen Akademie der Wissenschaften. 1994 wurde ihm die Ehrendoktorwürde der Universität Bologna verliehen.

## Veröffentlichungen (Auswahl)
- Die sāsānidische Herrscherlegitimation und ihre Bedingungen. Dissertation an der Humboldt-Universität zu Berlin, Philosophische Fakultät, 1963, DNB 482308990.
- Lob der Geliebten: Klassische persische Dichtungen. Rütten & Loening, Berlin 1968, DNB 578172356.
- Mitteliranische manichäische Texte kirchengeschichtlichen Inhalts (= Schriften zur Geschichte und Kultur des Alten Orients / Berliner Turfantexte. Band 11). Mit einem Appendix von Nicholas Sims-Williams. Akademie Verlag, Berlin 1981, DNB 820486140.
- Studien zu Geschichte und Wert historiographischer Traditionen der Manichäer unter besonderer Berücksichtigung der iranischen Überlieferungen. Dissertation B an der Akademie der Wissenschaften der DDR, Berlin 1984.
- Ein manichäisch-soghdisches Parabelbuch. Akademie Verlag, Berlin 1985.
- Kē čihr az yazdān. Zur Titulatur der Sasanidenkönige. In: Archív orientální. Band 56, 1988, S. 338–340.
- Der Sermon von der Seele: ein Literaturwerk des östlichen Manichäismus. Westdeutscher Verlag, Opladen 1991, ISBN 3-531-07310-9.
- Der Sermon vom Licht-Nous: eine Lehrschrift des östlichen Manichäismus. Akademie Verlag, Berlin 1992, ISBN 3-05-002016-4.